# 의료기기정보기술지원센터
의료기기정보기술지원센터(醫療機器情報技術支援센터, Medical Device Information & Technology Assistance Center, MDITAC)는 대한민국 국내·외 신개발 의료기기 동향 및 임상정보 등에 관한 종합적인 정보·기술 지원 등으로 의료기기 산업을 육성·지원하고 의료기기 안전관리 향상 등에 기여하기 위하여 설립된 재단법인이다. 서울특별시 구로구 디지털로 30길 28 마리오타워 305호에 위치하고 있다.

## 설립 근거
- 의료기기법[3]

## 주요 업무
- 의료기기의 기술 향상을 위한 국제규격 연구, 국내외 정보의 수집·분석 및 관리 등 의료기기에 관한 정보 또는 기술의 지원
- 신개발의료기기를 제품화하기 위한 임상시험의 지원
- 위험관리 등 품질관리체계 및 허가·신고 관련 정보에 대한 교육·홍보 및 지원
- 의료기기의 관리를 선진화하기 위한 기준규격의 국제화 등 지원
- 그 밖에 식품의약품안전청장이 필요하다고 인정하는 의료기기의 정보 및 기술 지원과 관련되는 사업
- 식품의약품안전처장이 의료기기법 제44조제2하에 따라 위탁한 업무

```
- 식품의약품안전처장은 이 법에 따른 의료기기의 인증 또는 신고에 관한 업무를 총리령으로 정하는 바에 따라 센터에 위탁할 수 있다. 이 경우 식품의약품안전처장은 의료기기위원회의 심의를 거쳐 사용할 때 인체에 미치는 잠재적 위해성이 거의 없거나 낮은 의료기기 중 위탁 인증·신고 대상 및 범위 등에 관한 지침을 정하여 고시하여야 한다.
```

## 연혁
- 2012년 6월 29일 의료기기정보기술지원센터 출범[4]

## 조직

### 의료기기정보기술지원센터장
- 이사
- 감사

#### 부센터장
- 경영관리부
  - 기획홍보팀
  - 운영지원팀
- 사업운영부
  - 산업정보팀
  - 전주기지원팀
  - 안전평가팀
- 교육운영부
  - 교육운영팀
  - RA인재양성팀
- 의료기기인증본부
  - 인증심사팀
  - 기술문서심사팀

## 같이 보기
- 의료기기위원회
- 한국의료기기산업협회
- 한국의료기기공업협동조합